# هیربد
هیربُد یا هیربَد یا هیربَذ (پارسی میانه: hērbed، اوستایی: aēθrapaiti) یکی از پیشوایان آئین مزدیسنا است. در اوستا به صورت ائثَرپئتی به معنی آموزگار یا استاد یا آموزنده آمده و در زبان پهلوی ایرپت یا هیرپت و در فارسی هیربد گفته می‌شود. در نوشته‌های پهلوی از واژهٔ هیربد غیر از مفهوم آموزگار، پیشوای دینی نیز اراده می‌شود. هیربد در جایگاه آموزگار دین مزدیسنا است و در رتبهٔ پایین‌تری نسبت به موبد (پیشوا) جای دارد. پس از آن موبد موبدان است که در جایگاه پیشوای پیشوایان دینی قرار دارد و تنها یک نفر می‌تواند چنین جایگاهی داشته باشد.

## هیربد و تاریخچه آن
آنچه دانسته می‌شود در روزگاران پیش کار آموزش با پیشوایان دینی بوده و هیربدان که یکی از طبقات روحانیان بوده‌اند، این وظیفه را به عهده داشته‌اند. پائین‌ترین طبقهٔ روحانیان را مغان می‌نامیدند. پس از ایشان هیربدان و سپس موبدان بودند. در میانشان کسانی بودند که مأمور خواندن سرودها و نمازهای مذهبی بوده‌اند. آن‌ها را «زوت» می‌نامیدند و گروهی بودند که مأمور بودند که آتش را نگاه دارند و ایشان را «راسپی» می‌خواندند. خوارزمی خادم آتش گفته‌است. طبری حکایت می‌کند که خسرو پرویز آتشکده‌هایی بنا کرد و دوازده هزار هیربذ براین زمزمهٔ ادعیه و سرودن اغانی در آن آتشکده‌ها برگماشت. رئیس گروه هیربدها، هیربدان‌هیربد یا هیربَذان هیربذ نام داشت که بعد از موبد بزرگ یا موبدان موبد در رتبهٔ اول قرار داشته‌است.
در روزگار اولیه ساسانیان، هیربد لقب کلی روحانیانی بود که اجازه آموزاندن علوم دینی را داشتند و کرتیر، بلندپایه‌ترین روحانی آن دوره، نیز این لقب را برای خود استفاده می‌کرد. بعدها در ادبیات فارسی نو واژهٔ هیربد در معانی نادقیق و گوناگونی از جمله پیشوای دین زرتشتی، خدمتکار آتشکده و قاضی و دادستان زرتشتی کاربرد یافت. امروزه در میان زرتشتیان، به روحانیانی در ردهٔ پایین گفته می‌شود که مراسم ناوَر را گذرانده‌اند و اجازه انجام آیین‌های سطح پایین‌تر را دارند.

## هیربَد در شاهنامه
شاهنامه از اصطلاح هیربَد یاد می‌کند و بر خلاف متون اوستایی هیربَد پرده‌دار شبستان کیکاووس است. البته جنبهٔ روحانی هیربَد با چشم و دل پاک، به منزلهٔ آنست که او یک شخصیت دینی بوده چون اگر غیر از آن بود پاسبان حرمسرای کیکاووس گماشته نمی‌شد.
شایان ذکر است که واژه هیربد در داستان سیاوش در شاهنامه، تصحیف شده واژه "هرزبد" و به معنی "خواجه سرا" است. این واژه در نسخه های خطی کهن شاهنامه وجود دارد اما در نسخه های جدیدتر به "هیربد" تحریف شده. در ویرایش خالقی مطلق از شاهنامه، این واژه به صورت درست "هرزبد" تصحیح شده است.
زمانیکه سیاوش در عنفوان جوانی پس از دوران نسبتاً طولانی از زابل به نزد پدر بازگشت همه درباریان شیفته و عاشق سیما و هیکل سیاوش شدند، در این میان سودابه مادر ناتنی سیاوش با نظر سوء او را می‌خواست به کاخش دعوت نماید. سیاوش به نیّت او شک کرده بود و می‌خواست طفره رود امّا نمی‌شد، لاجرم باید به شبستان پدر سر می‌زد. او وقتی که برای بار نخست به شبستان پدر آمد از هیربَد نام برده می‌شود:
| یکی مرد بُد نام او هیربَد      |  | زدوده دل و مغز و رایش ز بد   |
| که بت‌خانه را هیچ نگذاشتی     |  | کلید در پرده او داشتی        |
| سپهدار ایران به فرزانه گفت   |  | که چون برکشد تیغ هور از نهفت |
| به پیش سیاوش همی رو به هوش   |  | نگر تا چه فرماید، آن‌دار گوش  |
| به سودابه فرمود تا پیش اوی   |  | نثار آورد گوهر و مشک و بوی   |
| پرستندگان نیز با خواهران     |  | زبرجد فشانند بر زعفران       |
| چو خورشید برزد سر از کوهسار  |  | سیاوش برآمد بر شهریار        |
| برو آفرین کرد و بردش نماز    |  | سخن گفت با او سپهد به راز    |
| چو پردخته شد هیربد را بخواند |  | سخنهای شایسته چندی براند     |
| به سودابه فرمود تا پیش اوی   |  | نثار آورد گوهر و مشک و بوی   |